# Liscannor (zatoka)
Liscannor (irl. Bá Lios Ceannúir, ang. Liscannor Bay) – zatoka w hrabstwie Clare, na zachodzie Irlandii, na wyspie o tej samej nazwie, część Oceanu Atlantyckiego.

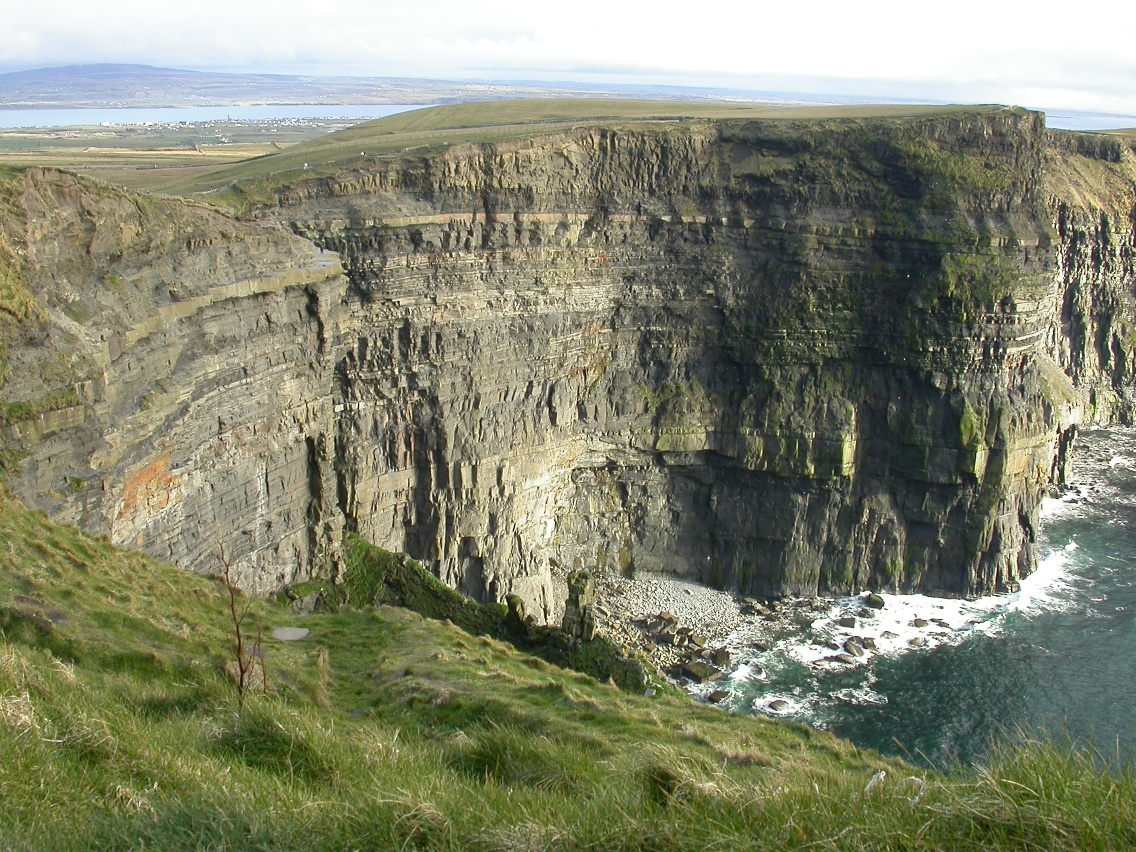
Klify Moher

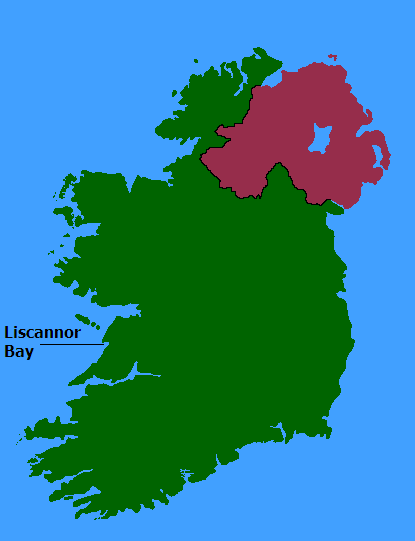
Zatoka na mapie wyspy

Rozciąga się od przylądków Hag's Head na północy do Cream Point na południu. Na północnym brzegu zatoki leży wieś Liscannor, od której zatoka wzięła swoją nazwę. Do zatoki uchodzą rzeki Derry i Inagh.
Współrzędne: 52°55′N 9°25′W/52,916667 -9,416667.